# Agronomía
Agronomía è un barrio nella parte centrale della città di Buenos Aires, in Argentina. Prende il nome dalla Facoltà di Agronomia e Scienze veterinarie dell'Università di Buenos Aires, che si trova lì. I suoi confini sono Avenida San Martín, Campana, Avenida Salvador María del Carril, Avenida de los Constituyentes, e Avenida Chorroarín.
Parque Chas è stato precedentemente una parte di Agronomía, ma gli è stato assegnato lo stato di barrio nel dicembre 2005.

## Sport
La principale società sportiva del quartiere è il Club Comunicaciones.